# Boccioleto
Boccioleto es una localidad y comune italiana de la provincia de Vercelli, región de Piamonte, con 277 habitantes. Se extiende por un área de 33 km², teniendo una densidad de población de 8 hab/km². Hace frontera con Balmuccia, Campertogno, Mollia, Rima San Giuseppe, Rimasco, Rossa, Scopa, Scopello.

## Evolución demográfica
| Gráfica de evolución demográfica de Boccioleto entre 1861 y 2001 |
|                                                                  |
| Fuente ISTAT - elaboración gráfica de Wikipedia                  |